# اربیستاک
اربیستاک (به انگلیسی: Erbistock) یک منطقهٔ مسکونی در بریتانیا است که در شهرستان مستقل ورکسام واقع شده‌است. اربیستاک ۳۸۳ نفر جمعیت دارد.